# Nik Witkowski
Pour les personnes ayant le même patronyme, voir Witkowski.
Nikyta Witkowski, né le 2 juin 1976 à Londres (Angleterre), est un joueur de rugby à XV canadien évoluant au poste de trois-quarts centre pour l'équipe nationale du Canada. Il joue dans le championnat d'Angleterre sous les couleurs de Coventry.
Il a participé à l'édition de la Coupe du monde de rugby 2003, sa première participation à une Coupe du monde de rugby.

## Clubs successifs
- Swansea, Perpignan, James Bay
- Coventry

## équipe nationale
Nik Witkowski a au 17 juin 2006 34 sélections internationales en équipe du Canada. Il fait ses débuts le 6 juin 1998 contre les États-Unis.
Il joue trois matchs de Coupe du Monde 2003.

## Palmarès

### Sélections nationales
Au 17 juin 2006 :
- 34 sélections en équipe du Canada (deux en 1998, huit en 2000, trois en 2001, neuf en 2002, neuf en 2003, deux en 2005, une en 2006) ;
- 6 essais ;
- 30 points.

Participation à la Coupe du Monde 2003 (3 matchs disputés, 2 comme titulaire).